# Ochthebius karasui
Ochthebius karasui es una especie de escarabajo del género Ochthebius, familia Hydraenidae. Fue descrita científicamente por Ferro en 1986.
Se distribuye por el Cáucaso. Mide 1,56 milímetros de longitud. Vive en entornos donde hay agua dulce.